# Jezuitská kolej (Olomouc)
Jezuitská kolej v Olomouci představovala školu, která byla předchůdkyní dnešní zdejší Univerzity Palackého. Budova koleje na náměstí Republiky, kostel Panny Marie Sněžné, školní budova, konvikt pro ubytování studentů s kaplí Božího Těla a seminář sv. Františka Xaverského, které dříve patřily k jezuitské koleji, jsou chráněny jako kulturní památka České republiky.

## Historie

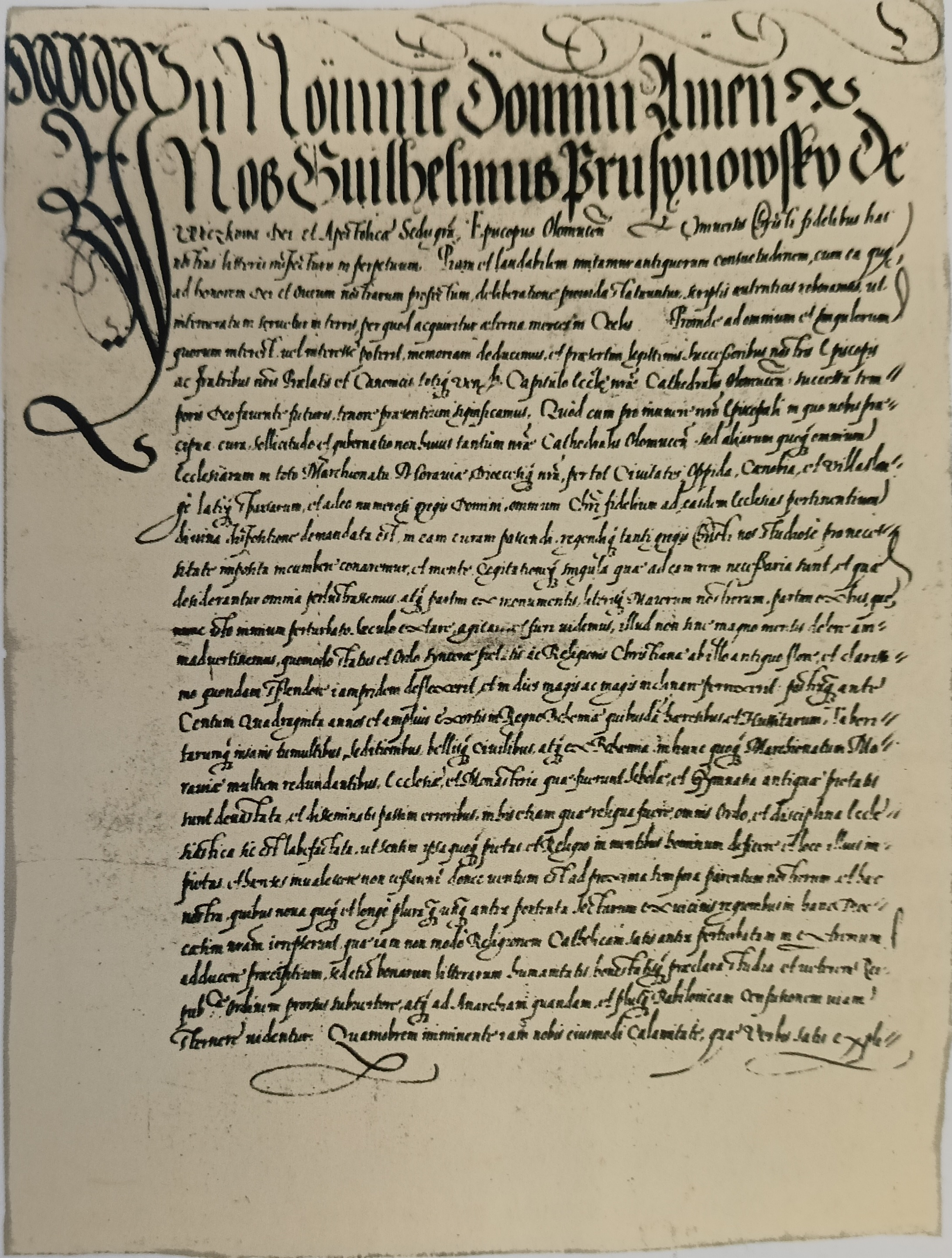
Titulní strana donační listiny biskupa Prusinovského jezuitské koleji ze dne 27.9.1570

Když byl 8. března 1565 olomouckou kapitulou zvolen za jejího nového biskupa Vilém Prusinovský, musel přislíbit, že zřídí kněžský seminář. Následujícího roku proto povolal do Olomouce členy jezuitského řádu, kteří zde založili svůj řádový dům (jezuitskou kolej), od zdejšího biskupa získali kostel sv. Františka s minoritským klášterem a současně s tím se je biskup snažil i finančně podporovat.
Při řádovém domě postupně vznikalo škola, akademie s právem udělovat univerzitní hodnosti, dále kněžský seminář a také seminář svatého Františka Xaverského, který byl určen pro nemajetné studenty. Prvním rektorem se stal Hurtado Pérez ze Španělska.
Roku 1572 zemřel na otravu biskup Prusinovský a jeho nástupcem se stal Jan Grodecký. Ten od císaře Maxmiliána II. dne 22. prosince 1573 získal pro školu oprávnění udělovat univerzitní tituly, čímž došlo k povýšení jezuitské koleje na plnohodnotnou vysokou školu.
Již při založení probíhala výuka bohosloví, která byla později rozšířena také o výuku filosofie (1576), práva (1667 církevní, 1679 světské) a medicíny (1753).
Význam olomoucké univerzity a zejména jejího teologického studia byl podtržen v roce 1578, kdy došlo z vůle papeže ke zřízení zvláštního papežského semináře Collegium Nordicum pro oblast na sever od Alp. Sféra působnosti univerzity tak zahrnovala kromě Moravy také Slezsko, Polsko, Maďarsko, Rakouské země, Německo, Skandinávii a východní Evropu. Cílem semináře bylo vytvořit oddané a vysoce vzdělané katolické laiky i kněze z těchto zemí, kteří by se pak vrátili zpět domů, kde měli prosazovat a chránit zájmy katolické církve. Právě existence tohoto kolegia později učinila z Olomouce jeden z hlavních cílů švédských vojsk.

Již v roce 1582 se podařilo biskupovi Stanislavovi Pavlovskému spolu s jezuity vynutit uzavření protestantské školy v Olomouci.  Po porážce českého stavovského povstání pak jezuité získali od roku 1622 výhradní monopol na vzdělávání v Českých zemích.

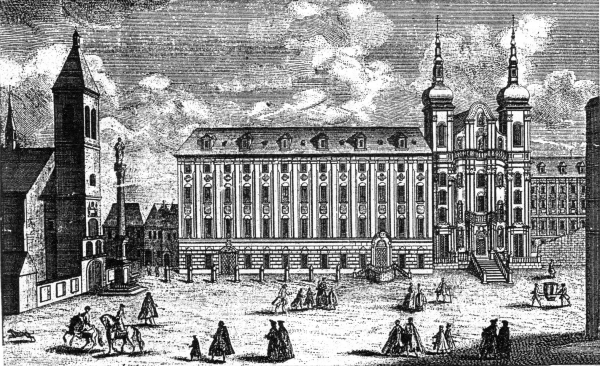
Historický pohled, vpravo kostel Panny Marie Sněžné, vlevo již zaniklý kostel Panny Marie na Předhradí

První doktoři teologie byli promováni v roce 1596; o rok později byl mezi imatrikulovanými studenty Jan Sarkander, první z dlouhé řady významných duchovních absolventů olomoucké univerzity. Již v seznamu vytvořeném v roce 1723 lze nalézt 8 mučedníků, 14 arcibiskupů a 52 kanovníků kapituly.
- Země Koruny české: 231 (40 %)
- Skandinávie: 94 (16 %)
- německé země: 88 (15 %)
- Uhersko a Transylvánie: 73 (13 %)
- Polsko-Litevsko: 34 (6 %)
- Prusko: 20 (4 %)
- ostatní: 31 (6 %)

Nadvláda jezuitů a teologů nad univerzitou byla prolomena nejdříve částečně v roce 1679, kdy došlo k zřízení právnické profesury, a pak definitivně v roce 1766, kdy byl jmenován první světský rektor, profesor práva Johann Heinrich Bösenselle. Mezitím v roce 1762 bylo zakázáno používat v názvu univerzity přívlastku „Tovaryšstva Ježíšova“. Definitivní tečku za jezuitským působením na olomoucké univerzitě znamenalo zrušení jezuitského řádu papežem Klimentem XIV. v roce 1773.

## Galerie

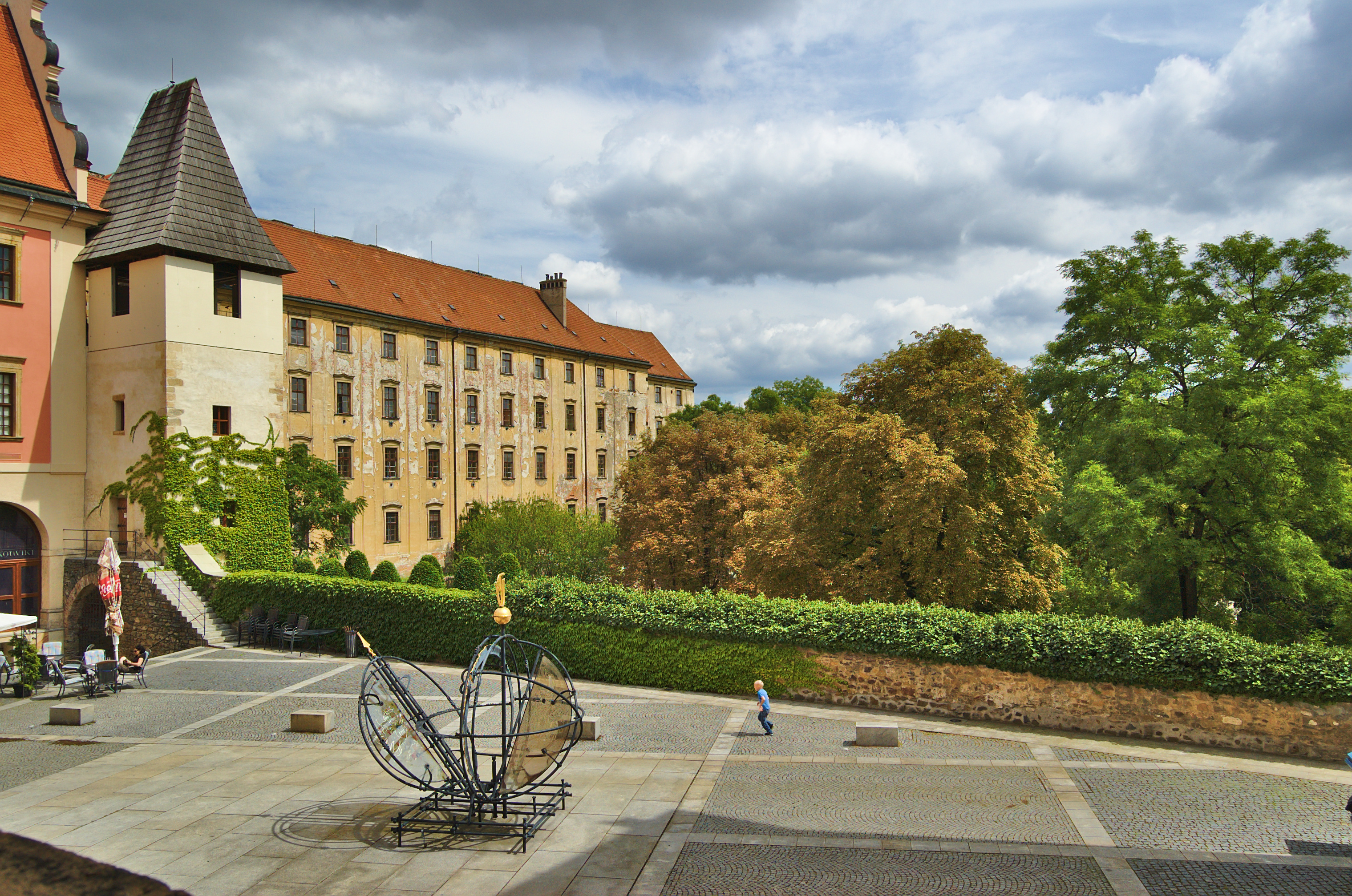
Objekt Jezuitské koleje, vlevo Židovská branka
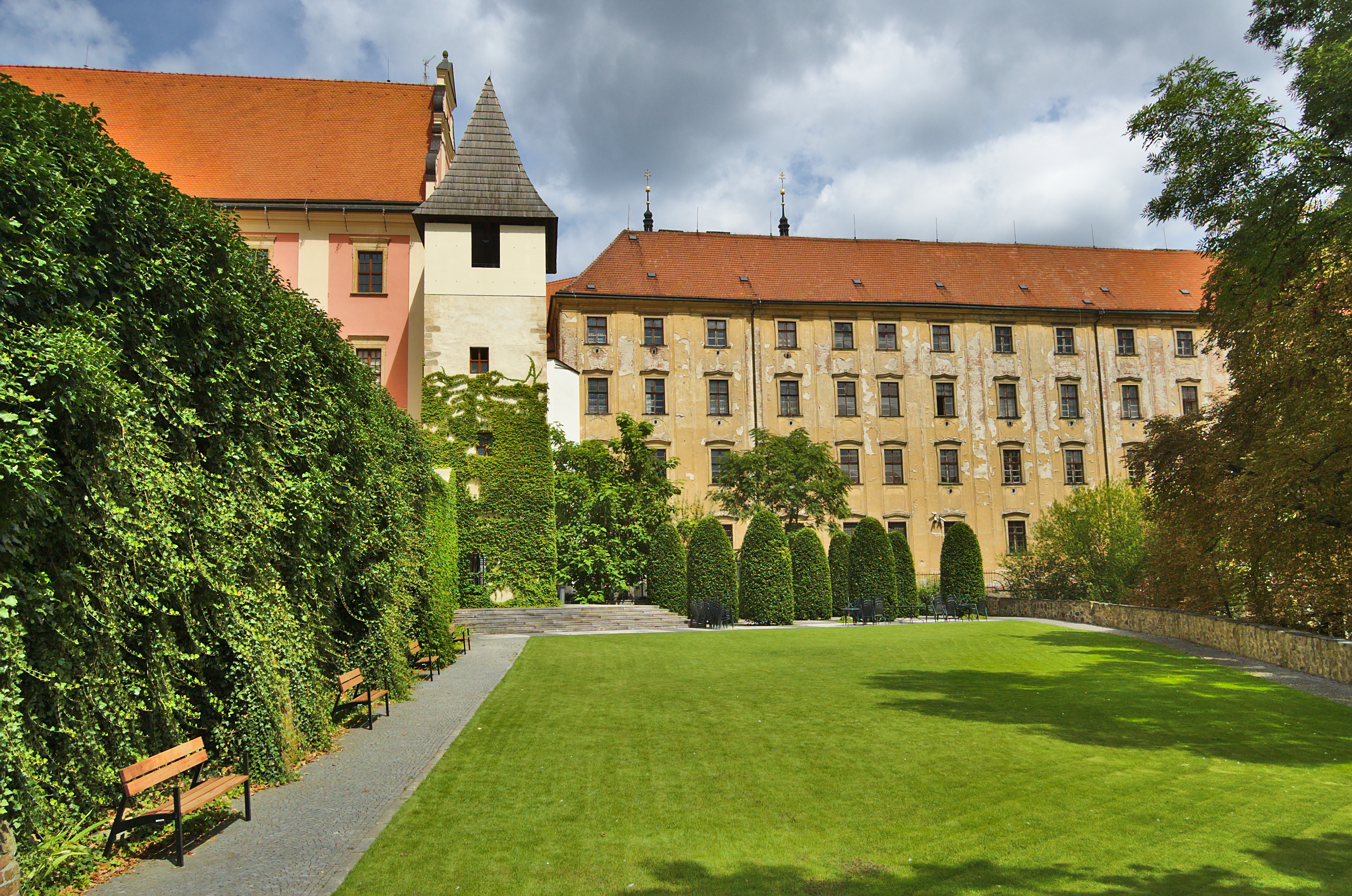
Pohled ze spodního nádvoří bývalého jezuitského konviktu
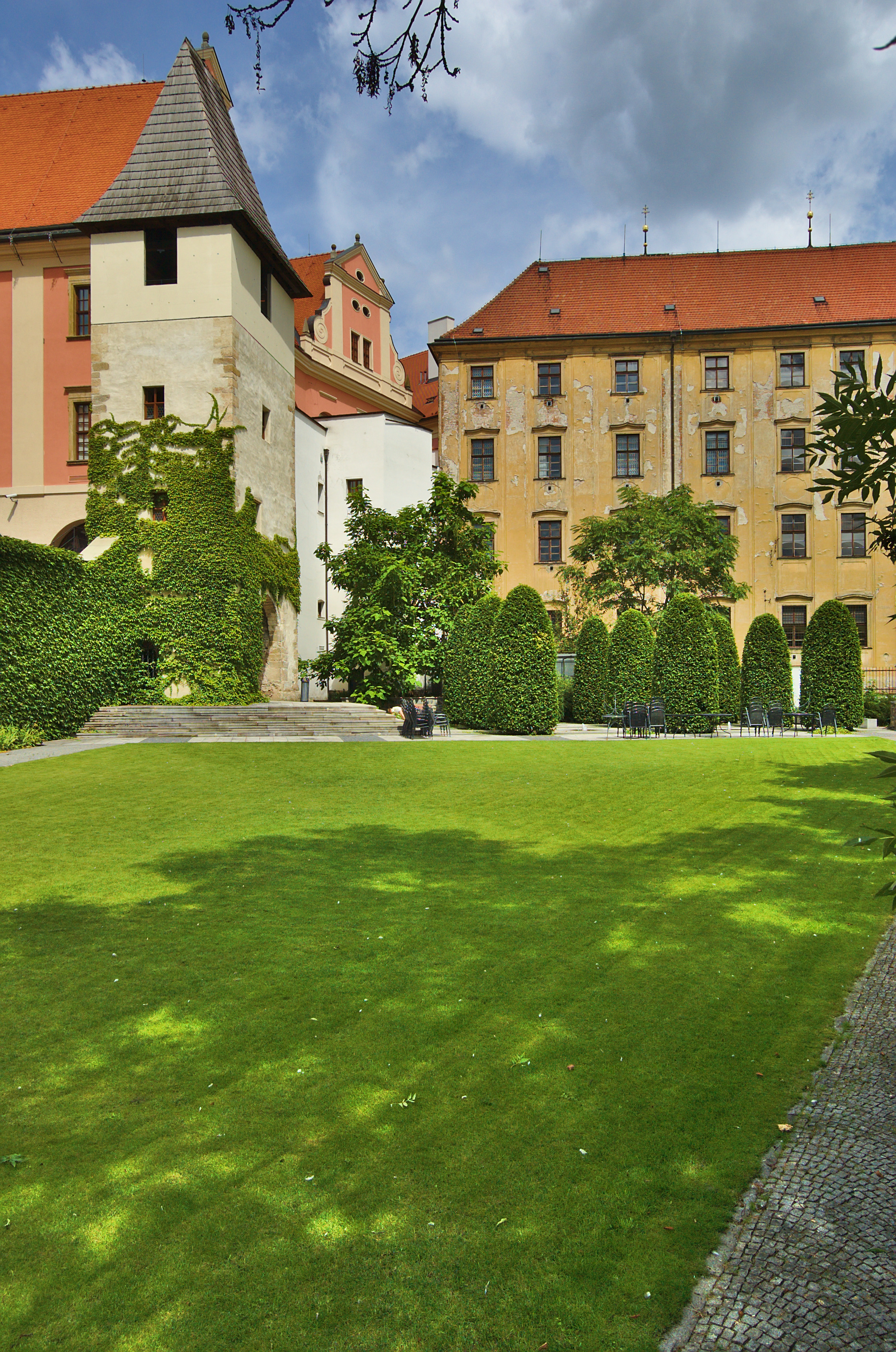
Pohled ze spodního nádvoří bývalého jezuitského konviktu
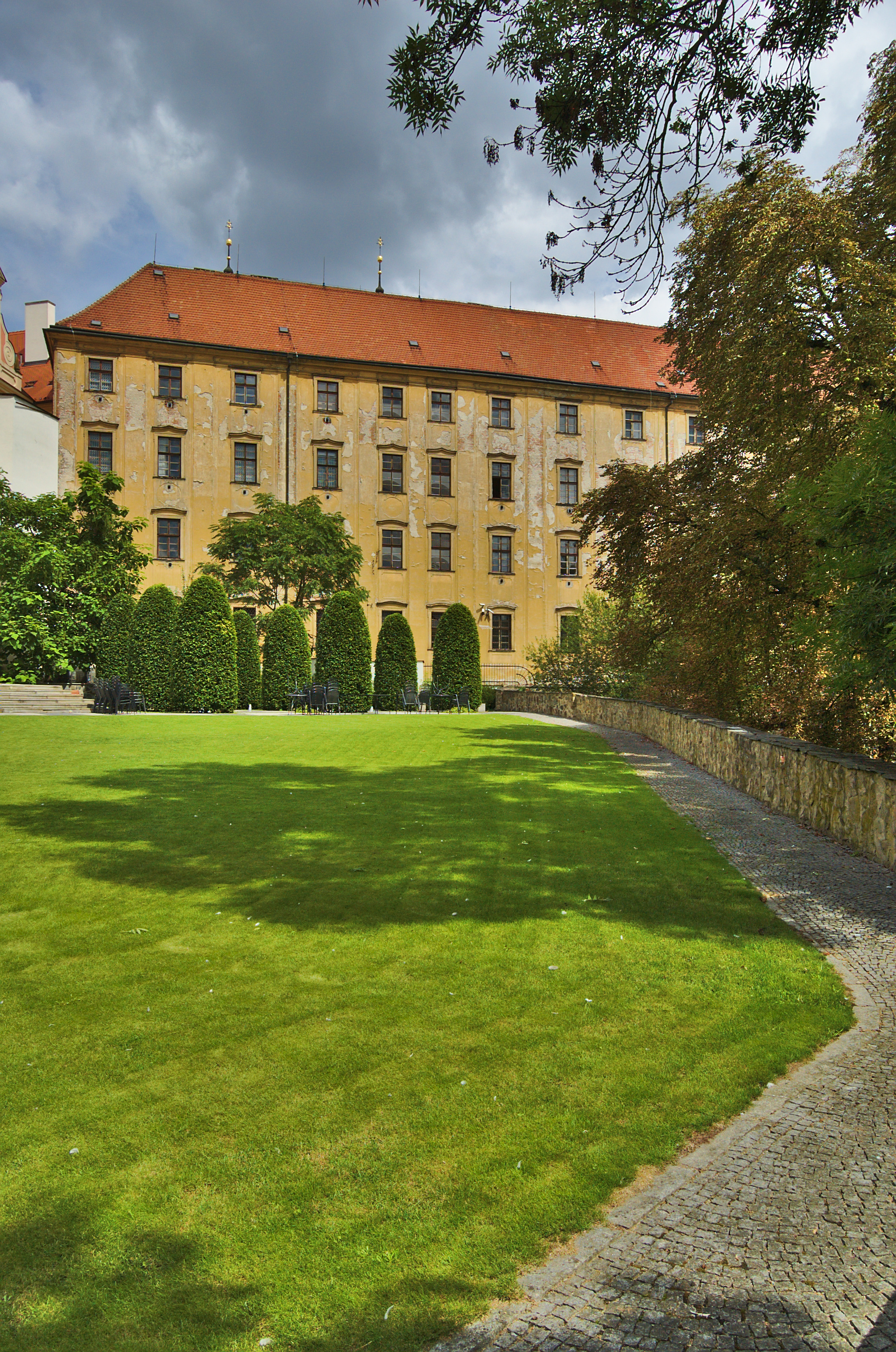
Pohled ze spodního nádvoří bývalého jezuitského konviktu